# Antonie Lodewijk Koster
Antonie Lodewijk ('Anton') Koster, signerend als Anton L. Koster (Terneuzen, 8 augustus 1859 – Haarlem, 28 mei 1937) was een Nederlands kunstschilder en vormgever. Hij werd vooral bekend als schilder van bloembollenvelden.

## Leven en werk
Koster groeide op in Zeeland. In 1880 verhuisde hij naar Den Haag, waar hij ging studeren aan de Koninklijke Academie van Beeldende Kunsten. Na zijn opleiding maakte hij twee jaar lang een studiereis door Frankrijk en de Pyreneeën. In 1902 vestigde hij zich in Haarlem en daarna definitief in Heemstede. Geïnspireerd door het impressionisme en de warme, sprekende kleuren die hij in Frankrijk had waargenomen, specialiseerde hij zich in het schilderen van bloembollenvelden. Ook zijn bewondering voor Claude Monets schilderij Bollenvelden en windmolen bij Rijnsburg (1886), dat hij in Parijs had gezien, droeg bij aan deze keuze. Bij zijn vrienden werd hij wel Anton Tulp genoemd.
Koster had veel succes met zijn werk en werd wel de 'Rembrandt' onder de Hollandse bloembollenschilders genoemd. Meerdere schilderijen van Koster werden aangekocht door koningin Juliana, waaronder Het huis van Benedictus de Spinoza te Rijnsburg. Ook internationaal verkocht hij veel werk, met name in de Verenigde Staten.
Koster overleed in 1937, op 77-jarige leeftijd. Zijn werk is onder andere te zien in het Kunstmuseum Den Haag, het Teylers Museum en het Frans Halsmuseum in Haarlem, het Kröller-Müller Museum in Otterlo, Zeeuws Museum in Middelburg en het Singer Museum in Laren (NH).

## Galerij

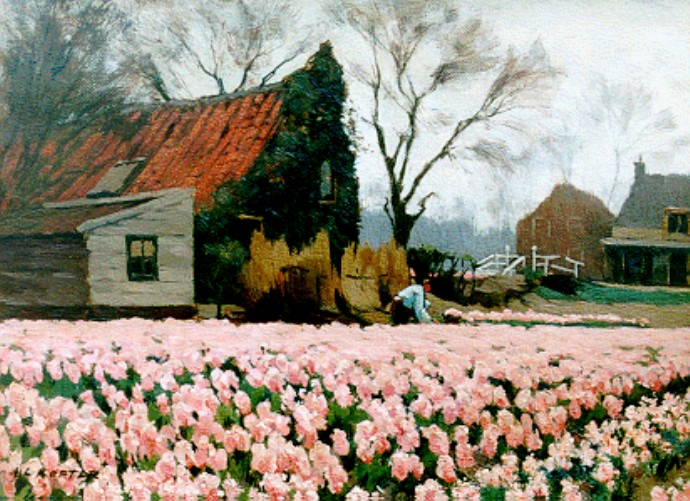
Tulpenveld bij de Glip in Heemstede
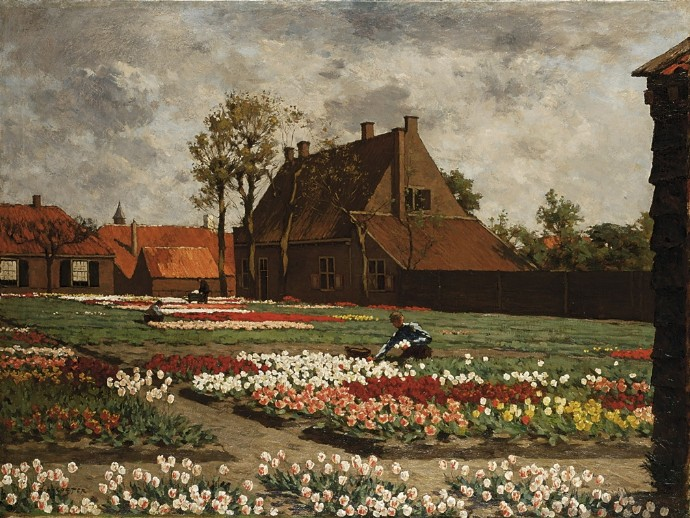
Het huis van Benedictus de Spinoza te Rijnsburg te midden van bloeiende tulpenvelden
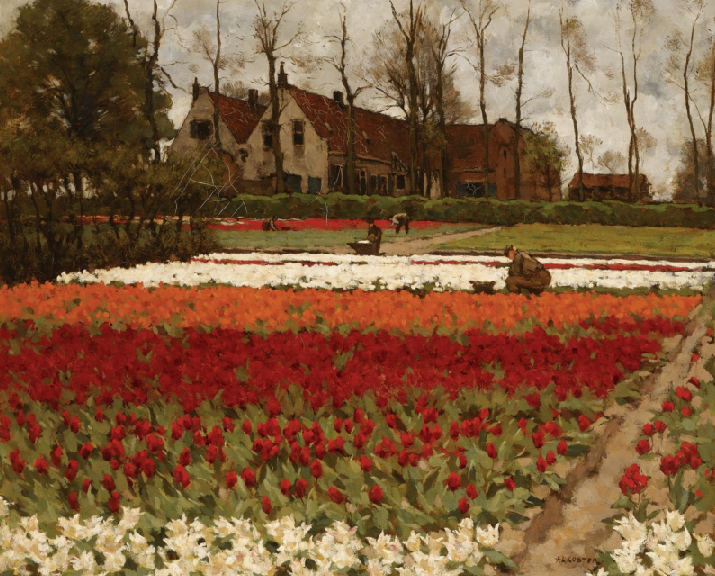
Bollenvelden, uit de nalatenschap van koningin Juliana
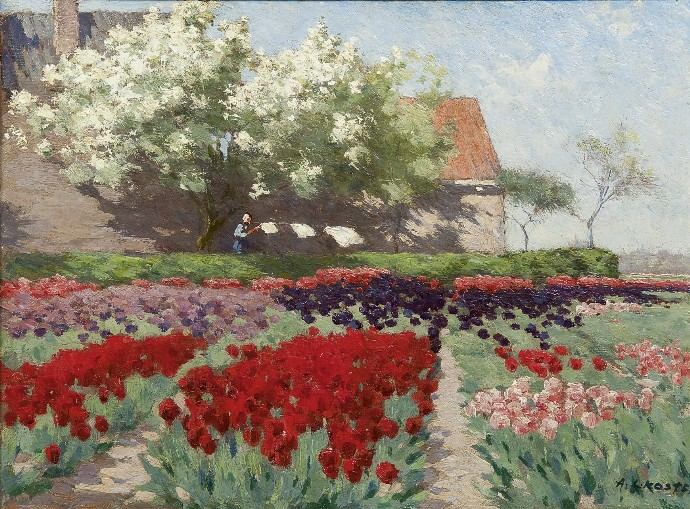
Bloeiende tulpenvelden en vruchtenbomen
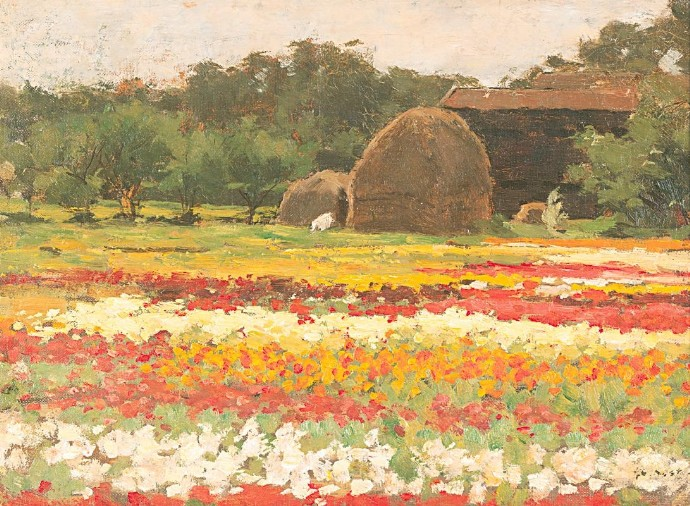
Bloeiende bollenvelden
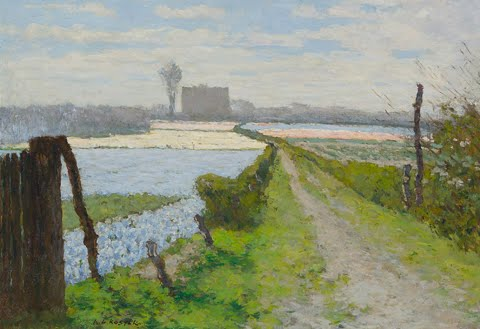
Bloembollenvelden bij Haarlem
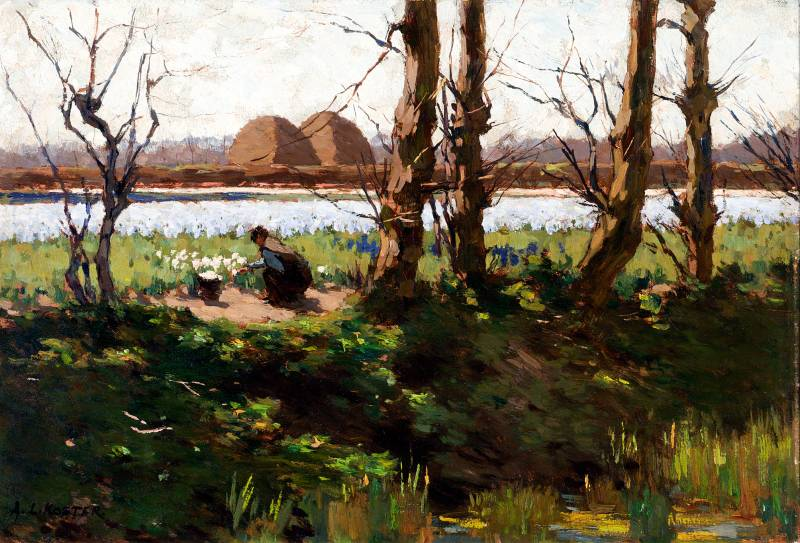
Hyacinten afsnijden
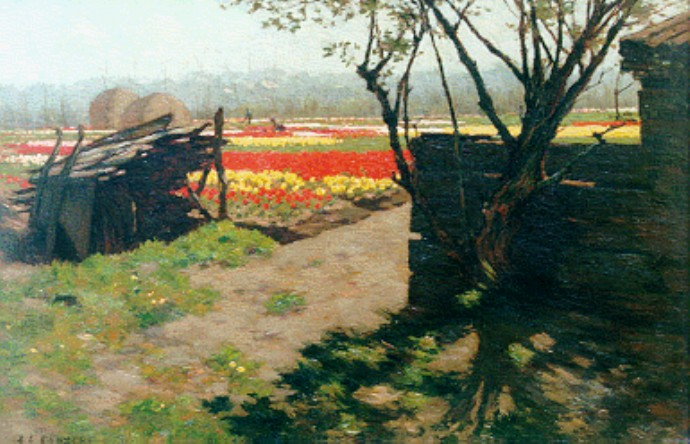
Bloembollenvelden
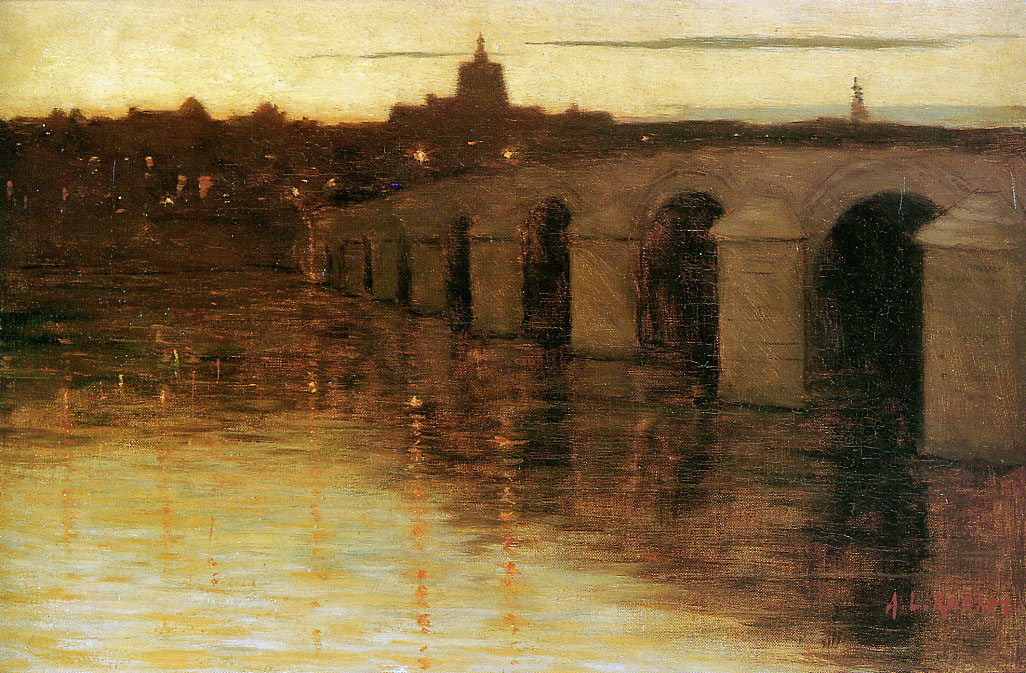
De Maasbrug
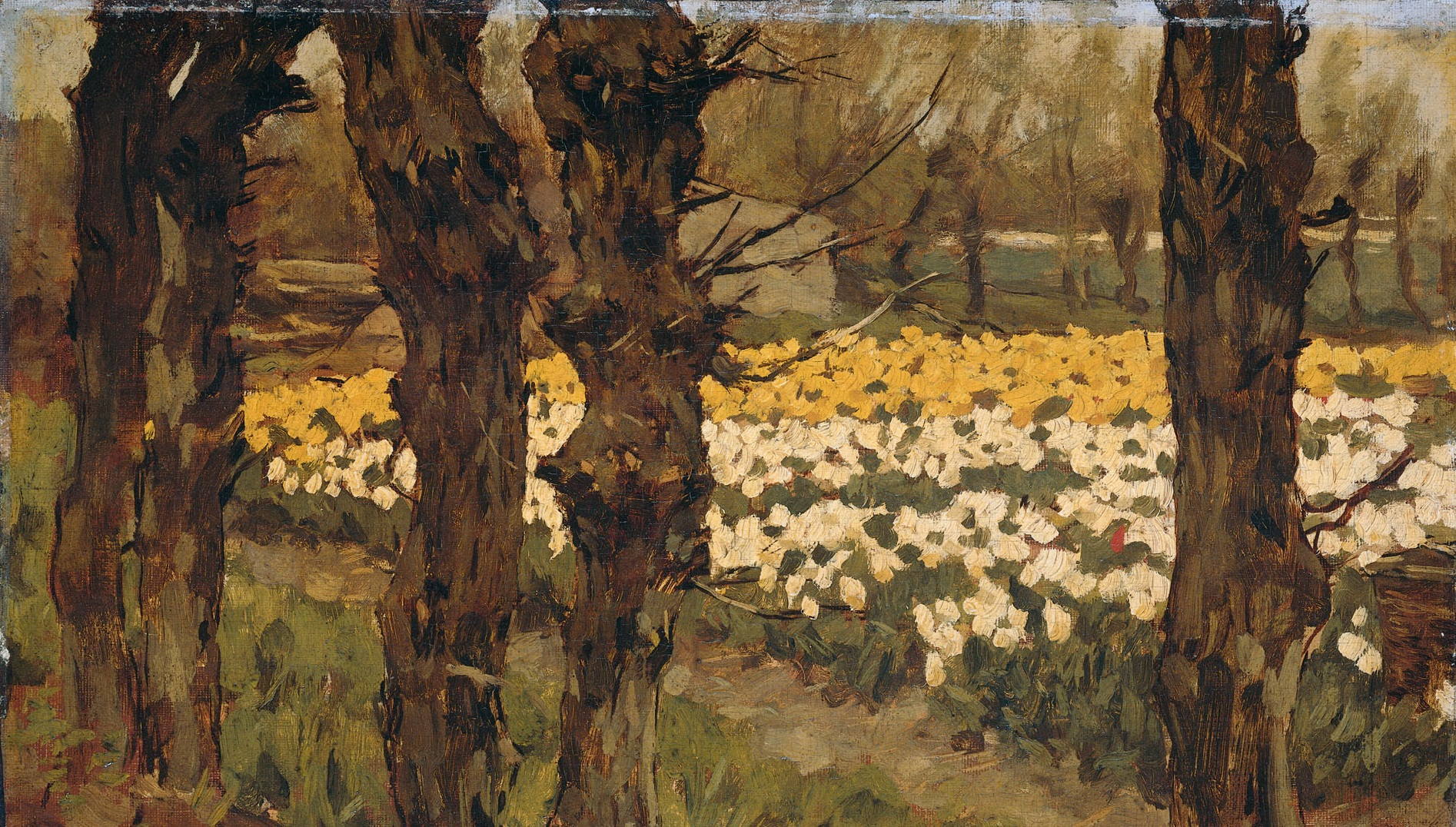
Bloembollenvelden tussen de bomen

## Noot
1. ↑  Lodewijk ook wel als Louis geschreven, met name in Engelstalige landen

- Biografisch Portaal: 44151113
- Gemeinsame Normdatei: 1042265232
- International Standard Name Identifier: 0000 0000 7024 7093
- Library of Congress Control Number: no2017159775
- RKD-Nederlands Instituut voor Kunstgeschiedenis: 46029
- Union List of Artist Names: 500032524
- Virtual International Authority File: 95881776
- WorldCat: E39PBJjXpdy6hFWf9jh43g384q